# Another Brick in the Wall
«Another Brick in the Wall» (en català, Un altre maó a la paret) és el títol de tres cançons del grup britànic de rock progressiu Pink Floyd, compostes pel baixista de la banda Roger Waters. Les tres parts van ser incloses en l'àlbum The Wall, editat el 1979. Està dividida en tres parts, Part 1, Part 2 i Part 3 respectivament, i són fonamentals en el concepte de l'àlbum, tal com s'evidencia en el fet que és darrere la paret a la que es retira Pink, el personatge principal de l'àlbum.

## Part 1
«Another Brick in the Wall (Part 1)» és la tercera cançó de l'àlbum, i la primera a esmentar la paraula "mur" que és fonamental per a la història de l'àlbum. "El mur" ("the wall") és una metàfora sobre el recinte que el protagonista, Pink, construeix al voltant d'ell per a escapar de la realitat, els "maons a la paret" ("bricks in the wall") representen cadascun dels traumes que Pink va experimentant al llarg de la seva vida, el que el porta a crear aquesta protecció. Aquí, la frase "another brick in the wall" es refereix a la desaparició del pare de Pink.

### Composició
Aquesta és la primera aparició d'un compàs de 4/4 a l'àlbum on la guitarra li dona una repunt contrastat. El tempo de l'obra és moderato i la seva tonalitat és de Do major (C), tot i començar i mantenir-se el major temps de forma dòrica amb un acord de Re menor, el qual es repeteix fins al pont (Sol major) i desemboca a la tornada, en la qual es fa servir Fa major, Do major i torna a Re menor. El tema principal s'introdueix de manera discreta, ajudat per l'absència d'una bateria que cal per a desenvolupar el ritme de la cançó.

### Anàlisis de les paraules
La lletra és més fosca que en les altres cançons. Waters evoca la mort del seu pare durant la batalla d'Anzio a Anzio, Itàlia, durant la Segona Guerra Mundial (1944). Ell es pregunta amb amargor: "Papa, ¿què vas deixar per mi?" ("Daddy, what you leave behind for me?"), i després respon a la seva pròpia pregunta: "Malgrat tot, només va ser un maó a la paret" ("all in all it was just a brick in the wall").

### Crèdits
- Roger Waters - baix, veu.[3]
- David Gilmour - guitarra, cors.[4]
- Richard Wright - Minimoog, piano elèctric, orgue Hammond, sintetitzador Prophet-5.[3]

## Part 2

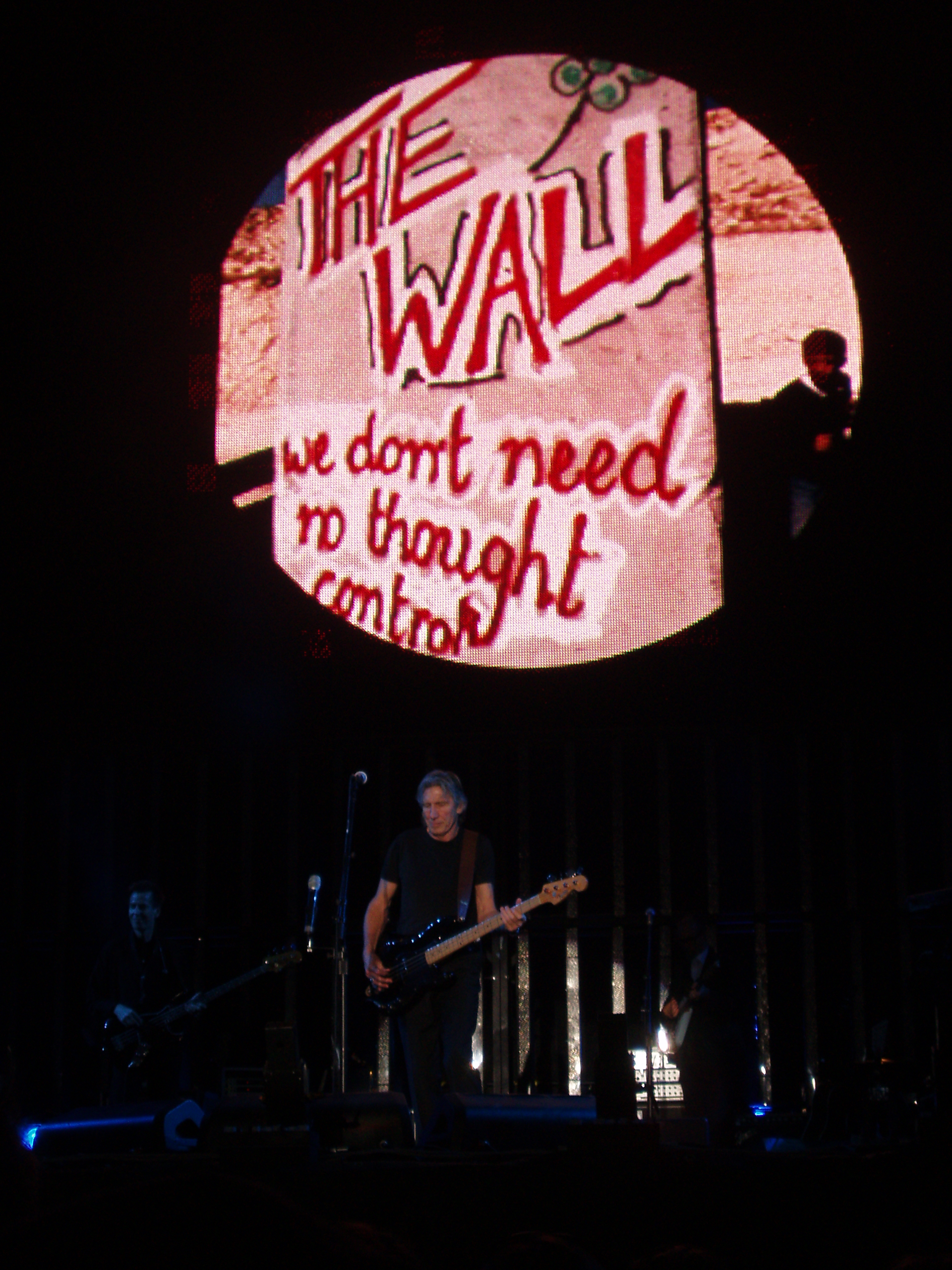
Roger Waters interpretant "Another Brick in the Wall" durant la gira The Dark Side of the Moon (2006).

«Another Brick in the Wall (Part 2)» és la cinquena cançó de l'àlbum i és també la més famosa de les tres parts de «Another Brick in the Wall». Es va publicar quinze dies abans que l'àlbum com un senzill. La cançó parla sobre les estrictes normes que hi havia a les escoles durant la dècada de 1950. La cançó ocupa el lloc número 28 en les cançons més reeixides de tots els temps segons el rànquing de Mediatraffic.

## Composició
Aquesta segona part també té un compàs de quatre temps (4/4) i es troba en re menor. La cançó s'uneix amb la cançó anterior «The Happiest Days of Our Lives», a través d'un crit de Roger Waters, similar al de la cançó «Careful with that Axe, Eugene» de 1968. Les dues cançons usualment són reproduïdes una després de l'altra a la ràdio, particularment en les emissores de rock, a causa de la forma en què estan fusionades. Compta amb una forta bateria i distintives guitarres al fons amb un discret, però dur solo de guitarra. La cançó també té un cor de nens al segon vers. Quan la cançó acaba es pot sentir el so d'un pati d'escola, i mestres renyant a nens. La cançó s'acaba dissolent amb el to d'un telèfon sonant.
A la demo original de Roger Waters, l'únic instrument que es tocava a la cançó era una guitarra acústica. Quan Waters es trobava al grup, ell era el vocalista de la cançó. Quan va sortir de Pink Floyd i la banda va tocar la cançó en viu sense ell, David Gilmour va esdevenir el vocalista principal juntament amb Guy Pratt, Richard Wright i les coristes Rachel Fury, Durga McBroom, Lorelei McBroom la seva germana, Sam Brown i Claudia Fontaine a P.U.L.S.E, Delicate Sound of Thunder i Live at Venice (1989).

## Gravació
Per a la cançó, la banda va utilitzar un cor escolar, compost per 23 preadolescents amb unes edats entre 12 i 14 anys, que va ser format pel professor de música, Alun Renshaw, que treballava a l'escola Islington Green, la qual es trobava prop de l'estudi de gravació, Britannia Row (on es va gravar la cançó). El productor Bob Ezrin volia treballar amb un cor de nens des que va ser utilitzat en l'àlbum School's Out d'Alice Cooper (1972). Per donar la impressió que el cor era molt més gran que el gravat a l'estudi, es va duplicar la gravació del cor per així barrejar les dues gravacions, de tal manera que el cor se sentís amb un efecte doble. Encara que l'escola va rebre un pagament de £1.000, no existia un contracte sobre les regalies de les vendes de discos. Posteriorment, una nova llei sobre els drets d'autor aprovada el 1996 al Regne Unit, ha permès que l'escola pugui iniciar un procés judicial per reclamar el seu deute: els professionals de la indústria musical creuen que els estudiants podrien rebre una taxa de 500 lliures esterlines cada un.
Durant el primer enregistrament, la cançó només tenia una durada de 1:30 i únicament consistia en un vers i un cor. Bob Ezrin volia que la cançó tingués una durada superior, però el grup es va negar. Quan la banda es va retirar de l'estudi, Ezrin va afegir la part del cor escolar, algunes parts de la bateria i va copiar el primer cor a la part final. El solo de guitarra i alguns altres elements es van afegir a la barreja final.

### Argument
«Another Brick in the Wall» és una "cançó de protesta" que denuncia les dures regles que hi ha a l'escola en general i en els internats en particular amb la frase "We don't need no education" ("no necessitem cap educació"). Reflecteix la visió de Roger Waters sobre l'educació formal: odiava als seus professors del col·legi i pensava que ells estaven més interessats a mantenir la disciplina en comptes de transmetre els seus coneixements als estudiants. Aquí la frase "another brick in the wall" ("un altre maó a la paret") es refereix a la imatge del professor, que és vist com una de les causes de l'aïllament mental de Pink, el personatge de la història que narra l'àlbum. "És com una cadena de muntatge: entres per una porta als 3 anys, t'imposen una doctrina que a algú li va semblar la correcta i surts per una altra porta als 16 anys per aportar el teu granet de sorra al progrés i així els teus fills podran aportar el seu granet de sorra amb una mica més de comoditat."
El 1980, a Sud-àfrica, la cançó va ser adoptada com a himne de protesta entre els estudiants negres que protestaven contra l'apartheid que en aquells dies feia estralls a les escoles del país, pel que va ser prohibida oficialment pel govern de Sud-àfrica el 2 de maig d'aquest mateix any, esgrimint com a motiu el fet d'incitar els joves a provocar disturbis.
La característica frase de Waters i el cor és la que sens dubte "abreuja" el missatge, " It's just, another brick in the wall" (en català: "Sols és un altre maó a la paret").

### Versió fílmica i vídeo-clip
En la versió cinematogràfica de The Wall, Pink imagina a diversos estudiants marxant al ritme de la cançó, dirigint-se a una màquina de la qual n'esdevenen clons buits amb cara d'argila sense cap distinció uns dels altres. Aquests nens cauen en una trituradora de carn, queden polvoritzats i picats, i surten com a carn picada. Començant amb un solo de Gilmour, els nens destrueixen l'escola creant una foguera, arrossegant els seus mestres fora de l'escola entre cops i crits. La cançó finalitza amb Pink arrambant la mà, després que el professor el copeja amb un regle.
Abans de la realització de la pel·lícula, es va preparar un vídeo-clip, dirigit per Gerald Scarfe, on es veuen estudiants corrent en un parc infantil, i la marioneta del mestre usada en els concerts de The Wall. El video també es va mesclar amb algunes escenes animades per després ser usades a "The Trial" i "Waiting for the Worms".
D'acord amb el lloc web de la BBC, els nens que van cantar «Another Brick in the Wall (Part 2)» no van poder aparèixer en el vídeo perquè no comptaven amb l'Equity Card.

### Llançament com a senzill
Aquesta és la part més coneguda de les tres, i va ser llançada com a senzill i va aconseguir el número u a les llistes d'èxits del Regne Unit, els Estats Units i molts altres països. El senzill va llançar-se el novembre de 1979 i va ser el primer i l'únic número u de la banda al Regne Unit. Pink Floyd havia publicat pocs senzills al Regne Unit al llarg de la seva carrera; «Point Me at the Sky», era fins a aquell moment l'últim senzill editat per al banda al Regne Unit, el 1968, i als Estats Units l'anterior senzill en ser editat va ser «Have a Cigar», el 1975. El grup mai va llançar com a senzill cançons que es trobessin en un dels seus àlbums, ja que les seves cançons eren més populars en el context de l'àlbum. Bob Ezrin estava convençut que la cançó no aconseguiria el cim de les llistes, però va passar el contrari.
És considerada pels crítics musicals com una de les millors cançons de la banda, i com una de les millors cançons de la història del rock: així, l'any 2004 la revista Rolling Stone va incloure la cançó en el lloc 375 de la seva Llista de les 500 millors cançons de tots els temps segons Rolling Stone.

### Versions d'altres artistes
- 1980: La banda estatunidenca de música disco i funk, Snatch, la va versionar i la va editar com a cara A d'un EP;[12]
- 1982: El Pink Project, un projecte de 1982 par a interpretar les cançons de l'àlbum, va realitzar un mashup basat en la lletra i el solo de guitarra de «Another Brick in the Wall (Part 2)» amb la música de les cançons «Sirius» i «Mammagamma» de The Alan Parsons Project;
- 1995: Bob Rivers va fer una paròdia de la cançó titulada «Hey Gingrich! Leave Our Lunch Alone»;[13]
- 2000: La banda novayorquesa de punk rock, The Step Kings, va versionar la cançó en el seu àlbum Let's Get It On!;
- 2001: La banda Luther Wright and the Wrongs, van versionar la cançó en el seu àlbum Rebuild the Wall (reprises de l'àlbum The Wall en bluegrass);
- 2004: La banda Korn també la va versionar en l'àlbum Greatest Hits, Volume 1, i la va interpretar en diversos concerts;
- 2006: El músic suec Eric Prydz va fer-ne un remix en la cançó «Proper Education».
- 2010: La banda Guns N' Roses va interpretar «Another Brick in the Wall (Part 2)» durant els concerts de la gira "Chinese Democracy World Tour".

### Versions alternatives
- La versió del senzill té una petita introducció de solo de guitarra.
- Les veresions en viu i dels vídeos Delicate Sound of Thunder i P•U•L•S•E  (gravats després que Waters abandonés la banda) compten amb un solo de guitarra de David Gilmour i Tim Renwick.
- La versió de Is There Anybody Out There? The Wall Live 1980-81 també té solos de Snowy White.
- La cançó també va ser publicada en un CD promocional per al concert amb motiu de la commemoració de la caiguda del Mur de Berlín, amb Roger Waters cantant-la. Aquesta versió inclou alguns dels efectes de la cançó Echoes i d'altres cançons de l'àlbum The Wall.[14]

### Crèdits
- Roger Waters - baix, veu.[3]
- David Gilmour - guitarra, veu.[3][15]
- Richard Wright - orgue Hammond, sintetitzador Prophet-5.[3][16]
- Nick Mason - bateria.[3]
- Islington Green School - cors.[15][17]

### Live in Berlin
Vegeu: Another Brick in the Wall (Cyndi Lauper i Roger Waters)

## Part 3
"Another Brick in the Wall (Part 3)" és la dotzena cançó en l'àlbum, i la penúltima del primer disc. La història és en el punt en què Pink decideix quedar-se fora del "mur" i queda completament aïllat del món; i aquesta part lírica s'estén fins a la cançó "Goodbye Cruel World".
En l'adaptació cinematogràfica de l'àlbum The Wall, aquesta cançó serveix de fons a una mena de retrospectiva de la vida accelerada de Pink amb escenes intercalades de com gasta el seu temps la gent del mur. Es tanca amb una sola visió del mur, enorme i amenaçador en la foscor.

### Composició
La cançó és en Re menor (Dm), en quatre temps (4/4) però amb un ritme de rock molt violent, a diferència de les dues primeres parts, que van ser relativament tranquil·les en comparació amb aquesta. La cançó està molt a prop de ser hard rock i la veu del cantant es converteix en ferotge. En la demo de l'àlbum de 1978,The Wall Under Construction, la cançó és menys hard rock i no conté bateria. La lletra original difereix a la de la versió final.

### Argument
En la història, el mur està gairebé acabat, com a resultat de la ira que sent per l'engany de la seva esposa. Arriba a la conclusió que ja no necessita res, veient a les persones a la seva vida com "just bricks in the wall" ("només maons en el mur") i veu que ell és un més, un producte més del mur. Aquesta cançó és seguida per "Goodbye Cruel World", que parla del mur i l'aïllament mental total que li ha provocat el mur de Pink. Per què viure, si tot el que fem ho fem perquè de petits a l'escola ens han programat perquè ho fem? El col·legi és la part del mur que s'encarrega que mai falti gent per treballar i portar al món cap al més gran.

### Crèdits
- Roger Waters - baix, veu, guitarra.[19]
- David Gilmour - guitarra, sintetitzador Prophet-5.[3]
- Richard Wright - sintetitzador Prophet-5.[3]
- Nick Mason - bateria.[3]